# Edivaldo Holanda Júnior
Edivaldo de Holanda Braga Junior (São Luís, 1 de julho de 1978) é um empresário, advogado e político brasileiro. Foi vereador de São Luís por dois mandatos consecutivos, foi eleito deputado federal pelo Maranhão em 2010. Nas eleições municipais em 2012, elegeu-se prefeito de São Luís e foi reeleito para o cargo no segundo turno das eleições em 2016.

## Política
Edivaldo foi duas vezes vereador de São Luís. Em 2010, elege-se deputado federal pelo Maranhão, sendo o candidato mais votado em São Luís, é líder do PTC no Congresso e fez parte do Conselho Político de Dilma, presidente na época.
Em 2012, lançou-se candidato a prefeitura de São Luís pela Coligação "Muda São Luís" obtendo êxito. Edivaldo é eleito com um total de 280.809 votos no segundo turno, vencendo o ex-prefeito da capital maranhense, João Castelo do PSDB, tornando-se o mais jovem a ocupar o cargo.

## História
Em 1978, Nasce Edivaldo Holanda Braga Júnior, no dia 1º de julho.
Em 2002, Entra na Política Estudantil e se torna líder da juventude do PSDB e apóia Jackson Lago e Lula nas eleições que aconteceram neste ano.
Em 2003, Forma-se em Direito.
Em 2004, Aos 26 anos, elege-se vereador pela 1ª vez pelo PTC, com 3.376 votos.
Em 2005, Preside a Comissão de Constituição e Justiça.
Em 2006, Único vereador a defender a não aplicação da taxa de lixo em São Luís.
Em 2008 aos 30 anos reelege-se vereador pela 2° vez pelo PTC, com 10.670 votos.
Em 2009, Durante seus 2 mandatos de vereador, Edivaldo é membro titular das Comissões de Constituição, Justiça, Legislação, Administração, Assuntos Municipais e Redação Final, de Ética e Decoro Parlamentar e de Legislação Participativa.
Em 2010, Elege-se deputado federal pelo Maranhão com 104.015 votos, sendo o mais votado na cidade de São Luís: foram mais de 70 mil votos somente na capital. Apoiou Dilma Rousseff e Jackson Lago.
Em 2011, Líder do partido na Câmara Federal.
Vice presidente da Comissão de Legislação Participativa do Congresso Nacional.
Membro titular das Comissões de Desenvolvimento Urbano, Finanças e Tributação.
Integrante do Conselho Político da Presidente Dilma.
Pela 2ª vez, é vice presidente da Comissão de Legislação Participativa do Congresso Nacional.
É escolhido pela coligação “Muda São Luís”, formada pelo PCdoB, PSB, PDT, PTC, como candidato a prefeito de São Luís nas eleições de 2012, apoiado por Flávio Dino, que foi derrotado em 2008 pelo candidato João Castelo do PSDB.
No primeiro turno, Edivaldo fica em primeiro lugar entre os sete concorrentes ao cargo com 36,44% dos votos válidos e vai ao segundo turno com o candidato do PSDB, João Castelo que tenta a reeleição. Em 28 de outubro de 2012, Holanda Júnior é eleito prefeito de São Luís com 56,06% dos votos válidos com apoio de Flávio Dino, vencendo João Castelo que somou 43,94% dos votos.
Em 2016, se candidatou à reeleição em São Luís. No primeiro turno, Edivaldo fica em primeiro lugar entre os oito candidatos com o percentual de 45,66% dos votos válidos,e vai ao segundo turno com o candidato do PMN, Eduardo Braide. Em 30 de outubro de 2016, Edivaldo é reeleito prefeito de São Luís com 53,94% dos votos válidos com o apoio do atual governador do Maranhão, Flávio Dino.
Em 2021, visando as eleições de 2022, desfiliou-se do Partido Democrático Trabalhista.
Filado ao PSD, concorreu ao cargo de governador do estado nas eleições de 2022, tendo obtido o 4º lugar, com 2,53% dos votos.